# Mia Møldrup
Mia Marie Tarp Møldrup (født 6. april 1991) er en tidligere dansk håndboldspiller. Hun har tidligere spillet for franske Nantes Loire Atlantique Handball, polske MKS Lublin, Nykøbing Falster Håndboldklub, Team Esbjerg, FCM Håndbold og FIF. Hun har også adskillige ungdomslandskampe på cv'et. Hun har også været udtaget til det danske B-landshold - udviklingslandsholdet.